# Stromatium unicolor
Stromatium unicolor är en skalbaggsart som först beskrevs av Olivier 1795.  Stromatium unicolor ingår i släktet Stromatium och familjen långhorningar.
Artens utbredningsområde är:
- Corsica.
- Kuba.
- Frankrike.
- Iran.
- Israel.
- Paraguay.
- Portugal.
- Turkmenistan.
- Ukraina.
- Uruguay.

Arten förekommer tillfälligt i Sverige, men reproducerar sig inte. Inga underarter finns listade i Catalogue of Life.

## Bildgalleri

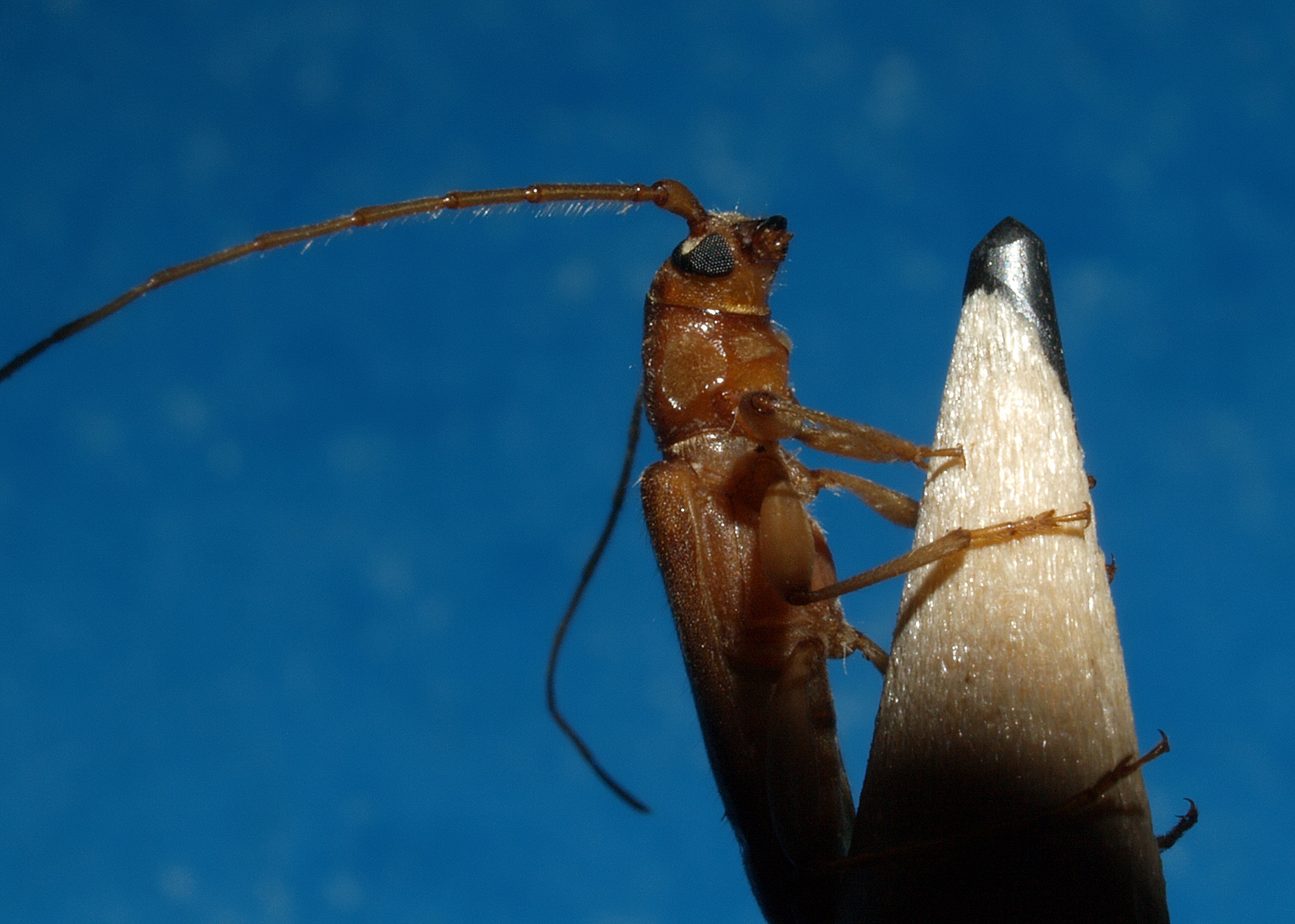
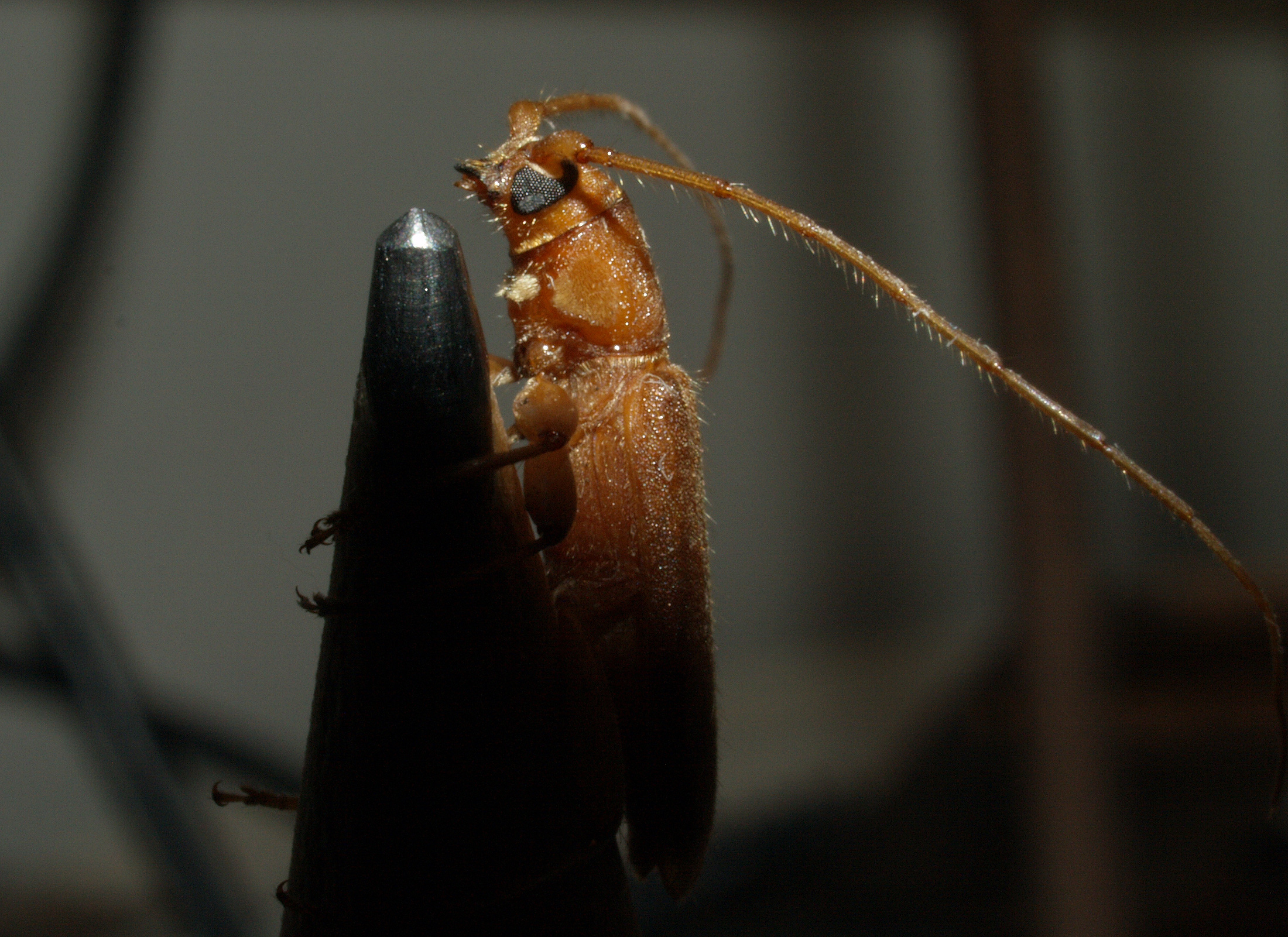
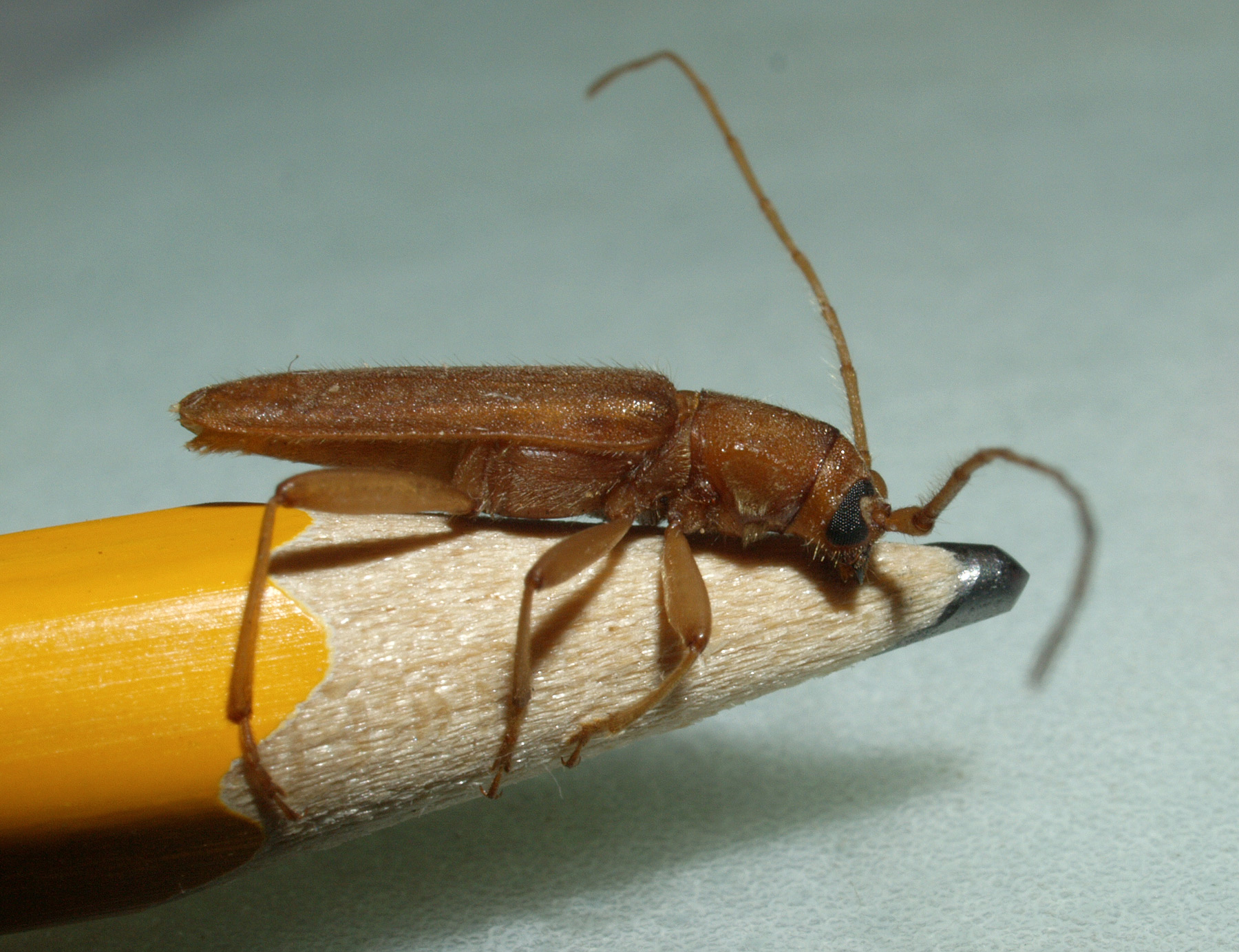
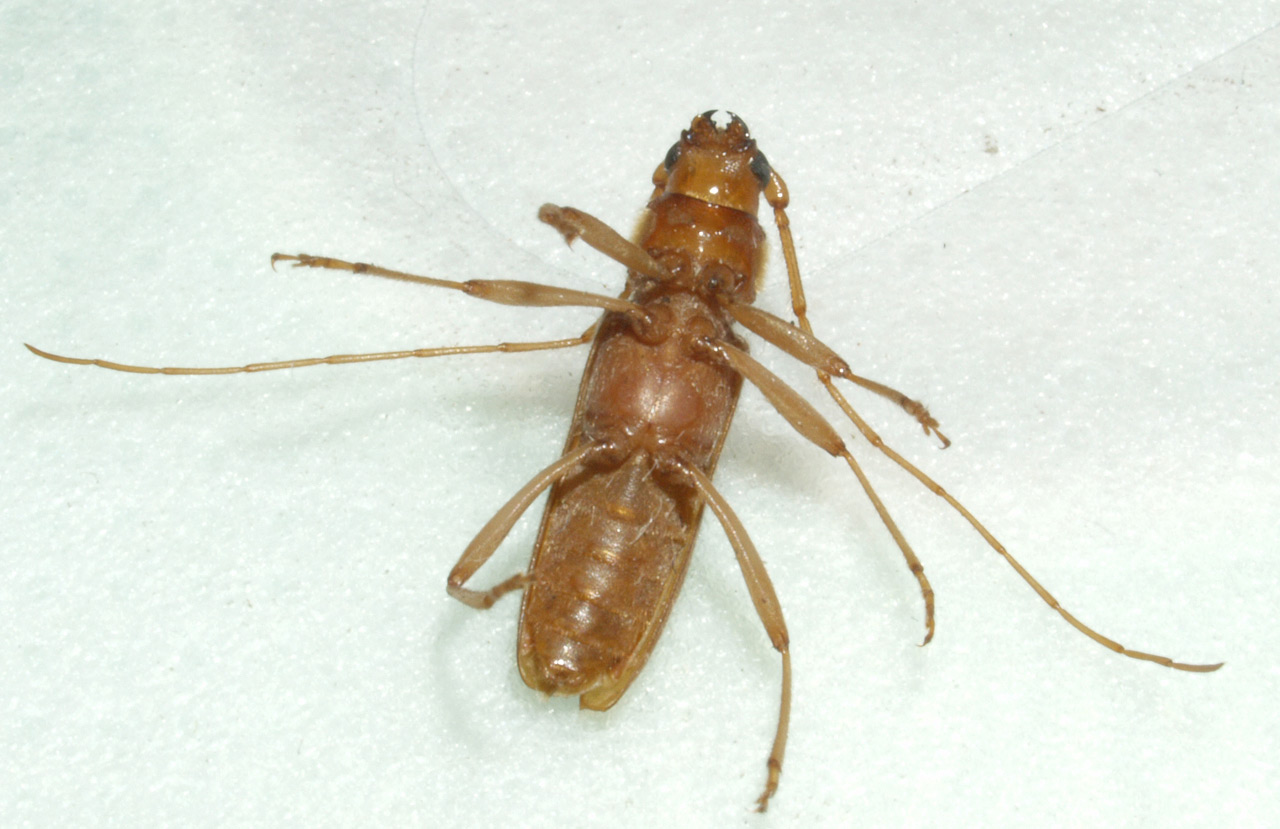
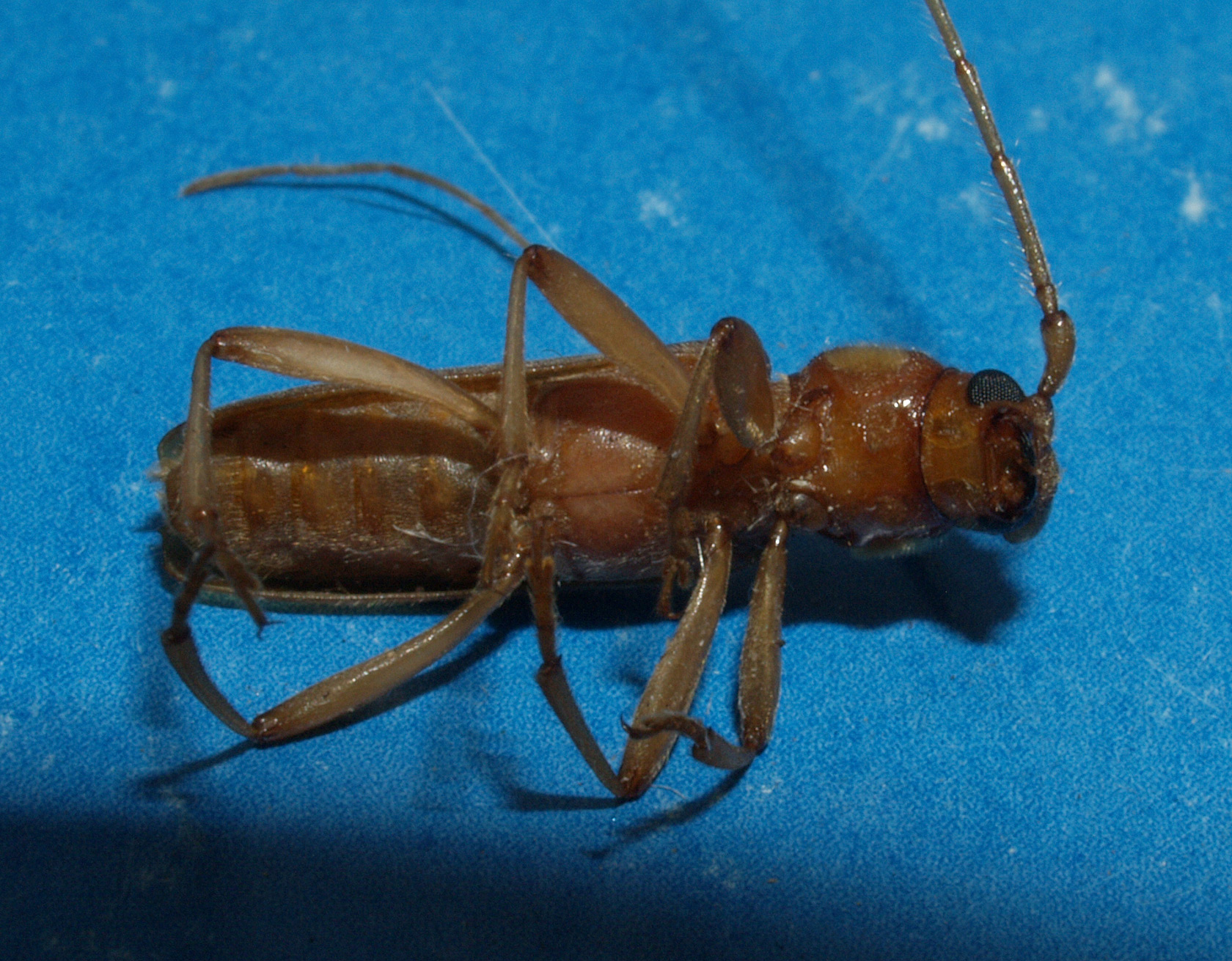
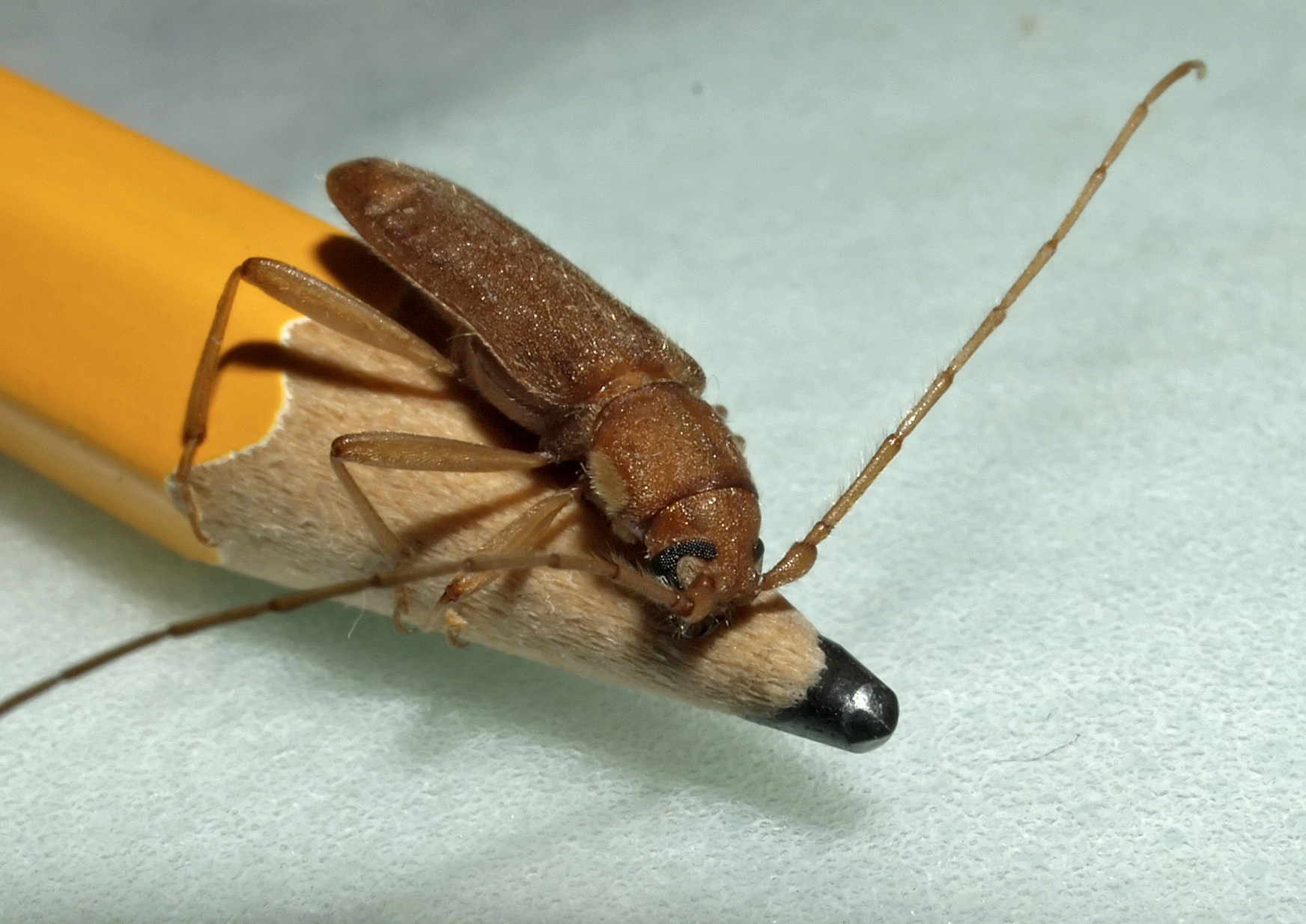